# Olavius rallus
Olavius rallus är en ringmaskart som beskrevs av Erséus 1991. Olavius rallus ingår i släktet Olavius och familjen glattmaskar. Inga underarter finns listade i Catalogue of Life.